# Inky Mark
Inky Mark (麥鼎鴻, pinyin : Mài Dǐnghóng) (né le 17 novembre 1947) est un homme politique canadien et fut député à la Chambre des communes du Canada représentant la circonscription manitobaine de Dauphin—Swan River—Marquette. Mark est membre du Parti conservateur du Canada.

## Biographie
Mark est né à Taishan, en Chine, et emménage dans la province canadienne du Manitoba lorsqu'il est encore enfant. Le père et grand-père de Mark avaient émigré de la Chine au Canada un certain temps auparavant, mais n'étaient pas capable d'emmener leurs familles avec eux à cause de la Loi de l'immigration chinoise de 1923 (communément appelé Loi de l'exclusion chinoise). Mark accompagne sa mère lorsqu'elle fuit la Chine en 1955 et s'établit subséquemment avec sa famille dans la communauté manitobaine de Gilbert Plains.
Mark détient un baccalauréat ès arts de l'Université de Brandon et un baccalauréat ès éducation de l'Université du Manitoba. Avant de se lancer en politique, il travaille comme enseignant au secondaire et petit entrepreneur. Mark détient également un certificat en diffusion, quoiqu'il ne soit pas clair s'il a jamais travaillé dans ce domaine.
La carrière politique de Mark débute au niveau municipal. Il est élu au conseil municipal de Dauphin en 1991 et devient maire de cette petite ville en 1994. Il est d'abord élu à la Chambre des communes sous la bannière du Parti réformiste du Canada dans la circonscription de Dauphin-Swan River lors de l'élection fédérale de 1997. Il récolte 12 668 voix contre 7 716 pour son plus proche adversaire, le candidat progressiste-conservateur Lorne Boguski. La députée libérale sortante, Marlene Cowling, termine quatrième avec 7 408 voix. De 1997 à 2000, Mark est l'un de seulement deux députés sino-canadiens à la Chambre des communes (l'autre étant le ministre libéral Raymond Chan).
Le Parti réformiste se dissout en 2000 en faveur de l'Alliance canadienne, et Mark se présente sous la bannière du nouveau parti dans l'élection qui s'ensuit. Il est facilement réélu, défaisant sa plus proche adversaire, la libérale Jane Dawson, par une marge de 15 855 voix contre 7 091.
La carrière de mark suit une trajectoire inhabituelle entre 2001 et 2004. À titre de critique allianciste en matière d'Immigration, Mark est responsable d'exprimer la position de son parti sur la Loi sur l'immigration et la protection des réfugiés du gouvernement libéral, ce qu'il fait à de nombreuses occasions dans les mois du printemps et de l'été 2001. Il contribue également au travail du comité parlementaire chargé de composer la version finale du projet de loi, et est généralement vu par les députés de tous les partis comme ayant fait des critiques constructives à la législation.
Toutefois, le 13 juin 2001, la position de Mark sur la loi est minée par le chef allianciste Stockwell Day, qui prononce un discours en chambre appuyant des restrictions plus sévères contre les demandeurs du statut de réfugiés ainsi que des opportunités réduites pour les demandes rejetées de faire appel à la Commission de l'immigration et du statut de réfugié. Les commentaires de Day divergent de la position de Mark sur plusieurs points, et son discours en surprend plusieurs à la Chambre des communes. (Le député libéral Steve Mahoney qualifie les commentaires de Day comme une "trahison" à l'endroit de Mark, ce que le Président juge irrecevable.)
Jusque-là, Mark n'avait pas fait partie des députés alliancistes qui militaient pour la démission de Day de la tête du parti, mais suivant le discours de Day il rejoint un groupe de dissidents menés par Chuck Strahl et Deborah Grey. Le 12 septembre 2001, Mark quitte le caucus de l'Alliance canadienne pour siéger en tant que membre du Caucus démocratique représentatif, en alliance avec le Parti progressiste-conservateur.
Le CDR prend fin le 10 avril 2002 lorsque Stephen Harper remplace Day en tant que chef de l'Alliance. Tous les autres membres du CDR demandent d'être réadmis au caucus allianciste ; Mark ne se joint pas à eux, mais décide plutôt de siéger comme un conservateur indépendant, avec l'intention de se joindre au Parti progressiste-conservateur lors de leur congrès annuel plus tard la même année. Mark se joint formellement aux progressistes-conservateurs le 27 août 2002.
Vers la fin de 2003, l'Alliance canadienne et le Parti progressiste-conservateur fusionnent formellement pour créer le nouveau Parti conservateur du Canada. Mark appuie la fusion, et se joint formellement au caucus du nouveau parti le 2 février 2004. Ironiquement, la fusion replace Mark parmi les députés alliancistes qu'il avait quitté en 2002.
Mark est facilement réélu dans l'élection fédérale de 2004, récoltant près de trois fois plus de voix que son adversaire le plus proche, le néo-démocrate Walter Kolisnyk. Durant la crise parlementaire qui se déroule dans les mois suivant, Mark affirme qu'un ministre libéral anonyme lui a offert un poste d'ambassadeur en échange de son absence à la Chambre des communes lors d'un vote de confiance crucial sur le budget. Les libéraux nie l'allégation.
L'idéologie de Mark peut être qualifiée de conservatisme fiscal avec certaines tendances vers le conservatisme social (quoiqu'il n'ait jamais mis l'accent sur ce dernier dans ses discours ou ses campagnes), ainsi que des positions progressistes sur des questions relatives au changement culturel au Canada. Il appuie le principe d'une carte d'identité nationale, afin d'encourager l'immigration tout en protégeant le pays des menaces terroristes.

## Sources
- (en) Cet article est partiellement ou en totalité issu de l’article de Wikipédia en anglais intitulé « Inky Mark » (voir la liste des auteurs).